# Гуль, Роман Борисович
Рома́н Бори́сович Гуль (1 (13) января 1896, Пенза — 30 июня 1986, Нью-Йорк) — русский писатель, публицист и редактор, журналист, корреспондент, издатель, историк, критик, мемуарист, общественный деятель, эмигрант. Участник Гражданской войны в составе Белого движения. Во время прохождения воинской службы был среди офицеров Первого Кубанского (Ледяного) похода Добровольческой армии.

## Биография
Родился в семье нотариуса Бориса Карловича Гуля (ум. в 1913 году). Мать — Ольга Сергеевна (ум. в 1938 году). На основании автобиографии Р. Б. Гуля широко распространена версия о его рождении в Киеве, но опубликованное метрическое свидетельство указывает на Пензу и на дату 1 января старого стиля. В поздних мемуарах «Я унёс Россию» сам Гуль называет Пензу своим родным городом, в своем интервью радио «Свобода» в 1966 году он говорит «Я коренной пензяк».
Детство провёл в Пензе и имении отца Рамзай в Пензенской губернии. Учился в Пензенской 1-й мужской гимназии. В 1914 году Гуль поступил на юридический факультет Московского университета.
В августе 1916 года призван на военную службу. После окончания Московской 3-й школы прапорщиков — в действующей армии. Выпущен в 140-й пехотный запасной полк, квартировавший в Пензе. Весной 1917 года с маршевым батальоном отправлен на Юго-Западный фронт. Служил в 417-м Кинбурнском полку, командир роты. В период демократизации армии был избран товарищем председателя полкового комитета (от офицеров).
После Октябрьской революции добрался до Новочеркасска. Вступил в партизанский отряд полковника Симановского, который влился в Корниловский ударный полк Добровольческой армии. Участвовал в Ледяном походе генерала Корнилова, ранен.
Осенью 1918 года уехал в Киев. Записался в армию гетмана Скоропадского, служил во 2-м подотделе 2-го отдела дружины генерала Кирпичёва в Киеве. После захвата города Петлюрой оказался военнопленным. Находился в заключении в Педагогическом музее, превращённом в тюрьму. В начале 1919 года вместе с другими пленными из состава Русской армии был вывезен немецким командованием в Германию. Находился в лагере для военнопленных Дебериц, а затем в лагере для перемещенных лиц в Хельмштедте в Гарце. Работал дровосеком, обдирщиком коры.
С 1920 года Роман Гуль жил в Берлине, и в 1921—1923 годах работал секретарём редакции журнала «Новая русская книга».
Был участником сменовеховского движения, членом берлинского Союза русских писателей и журналистов.
В июле 1923 — июне 1924 года редактировал литературное приложение к газете «Накануне» (после отъезда предыдущего редактора — Алексея Толстого из эмиграции на родину).
Для московского Госиздата написал роман «Жизнь на фукса» (1927).
Был корреспондентом советских газет. Сотрудничал в журнале «Жизнь», «Времени», «Русском эмигранте», «Голосе России» и других периодических изданиях.
В конце 1920-х годов он неоднократно встречался в Берлине и дружил с Константином Фединым, был хорошо знаком с Николаем Никитиным и Михаилом Слонимским, Ильёй Груздевым и Юрием Тыняновым.
После прихода национал-социалистов к власти в Германии летом 1933 года был арестован (как русский эмигрант, написавший книгу о русских террористах) и заключён в концлагерь, но в сентябре 1933 освобождён и сумел эмигрировать в Париж, где опубликовал документальное повествование о своём пребывании в концлагере «Ораниенбург: Что я видел в гитлеровском концентрационном лагере» (1937). Сотрудничал в «Последних новостях», «Иллюстрированной России», «Современных записках» и других периодических изданиях. Во время немецкой оккупации Франции, скрываясь от ареста, жил на ферме на юге Франции, работал на стекольной фабрике.
В 1935 году вступил в масонскую ложу «Свободная Россия» (ложа «Великого Востока Франции»). Присоединен 18 ноября 1945 года к ложе «Юпитер» № 536 в составе Великой ложи Франции. Вышел в отставку из ложи 30 декабря 1946 года.
В конце 1948 года создал вместе с С. П. Мельгуновым демократическую группу под названием «Российское народное движение» и стал издавать журнал «Народная правда» (1948—52 годы).
В 1950 году переехал в США, поселился в Нью-Йорке. С 1951 года работал ответственным секретарём русскоязычного эмигрантского «Нового журнала»; после смерти в 1959 году главного редактора журнала Михаила Карповича возглавил это издание и оставался его главным редактором до своей смерти. На посту редактора «Нового журнала» проявил себя как высокий профессионал, сумев привлечь к сотрудничеству со своим изданием лучших эмигрантских (а с середины 1960-х годов и неподцензурных советских) литераторов. На протяжении полутора десятков лет — до появления в 1974 году в Париже журнала «Континент» — «Новый журнал» являлся самым авторитетным печатным изданием Русского Зарубежья. В те же годы Гуль становится в российской эмиграции одной из самых заметных общественно значимых фигур. Он приобретает всё большую известность как редактор, литературный критик и писатель — автор мемуарной трилогии «Я унёс Россию. Апология эмиграции», созданной в поздние годы жизни.
Умер 30 июня 1986 года в Нью-Йорке после продолжительной болезни. Похоронен на кладбище Успенского женского Ново-Дивеевского монастыря в Нануэте, Нью-Йорк.
Был женат на Ольге Андреевне Новохацкой (1898—1976) с 1926 года.

### О нём
- Андреев Н. Роману Борисовичу Гулю — 85 лет: О его мемуарах «Я унёс Россию» // Русская мысль. 1981. 15 октября. № 3382. С. 11.
- Филиппов Б. Роман Гуль — прозаик: К 90-летию // Новый журнал. 1986. № 162. С. 95—102.
- Пирожкова В., Филиппов Б., Магеровский Е. Л. Памяти Романа Борисовича Гуля // Новый журнал. 1986. № 164. С. 7—13.
- Горелов П. Роман Гуль — автор «Ледяного похода» // Кубань (Краснодар). 1989. № 3. С. 92—97.
- Горелов П. «Я верю…»: О литературно-критическом наследии Романа Гуля // Кубань (Краснодар). 1989. № 6. С. 64—66.
- Литвинов В. Откровения от Гуля // Литературное обозрение. 1992. № 7/9. С. 73—76.
- Померанцева Е. С. «Россия… в памяти души и сердца» (О творчестве Романа Гуля) // Русское литературное зарубежье. М.: ИНИОН, 1993. Вып. 2. С. 108—142.
- Мануйлова Е. В. Роман Гуль, Пенза и «Конь Рыжий» // Земство (Пенза). 1994. № 1. С. 156—159.
- Письма А. М. Ремизова, И. А. Бунина, М. А. Алданова, Г. В. Адамовича к Роману Гулю / Вступ. заметка, публ. и примеч. Е. Лубянниковой, Л. Мнухина // Звезда. 1995. № 2. С. 79—89.
- Письма писателей к Р. Гулю [М. А. Алданов, Г. В. Иванов, Б. К. Зайцев, В. Н. Муромцева-Бунина] / Вступ. заметка и публ. Г. Поляка // Новый журнал. 1995. № 200. С. 296—310.
- Коростелёв О. А. «Апология эмиграции» Романа Гуля // Гуль Р. Я унёс Россию: Апология эмиграции. Т. I: Россия в Германии / Предисловие и развернутый указатель имен О. Коростелева. — М.: Б. С. Г.-ПРЕСС, 2001. С. 5—21; то же в книге: Коростелев О. А. От Адамовича до Цветаевой: Литература, критика, печать Русского зарубежья. СПб.: Издательство им. Н. И. Новикова; Издательский дом «Галина скрипсит», 2013. С. 265—279.
- Коростелёв О. А. Роман Гуль глазами современников // Гуль Р. Я унёс Россию: Апология эмиграции. Т. II: Россия во Франции / Предисловие и развернутый указатель имен О. Коростелева. — М.: Б. С. Г.-ПРЕСС, 2001. С. 5—27; то же в книге: Коростелев О. А. От Адамовича до Цветаевой: Литература, критика, печать Русского зарубежья. СПб.: Издательство им. Н. И. Новикова; Издательский дом «Галина скрипсит», 2013. С. 243—264.
- Коростелёв О. А. Роман Гуль — редактор «Нового журнала» // Гуль Р. Я унёс Россию: Апология эмиграции. Т. III: Россия в Америке / Предисловие и развернутый указатель имен О. Коростелева. — М.: Б. С. Г.-ПРЕСС, 2001. С. 5—23; то же в книге: Коростелев О. А. От Адамовича до Цветаевой: Литература, критика, печать Русского зарубежья. СПб.: Издательство им. Н. И. Новикова; Издательский дом «Галина скрипсит», 2013. С. 405—422.
- Дрыжакова Е. Вспоминая Романа Гуля // Творчество диаспоры и «Новый журнал». Нью-Йорк, 2003. С. 70—72.
- Скарлыгина Е. Роман Гуль — редактор, прозаик, критик // Меди@льманах. 2003. № 3. С. 127—137.
- Адамович М. Роман Гуль: апология эмиграции // Новый журнал. 2005. № 239.
- Запевалов В. Н. Гуль Роман Борисович // Русская литература XX века. Прозаики, поэты, драматурги. Биобиблиографический словарь: в 3 томах. — М.: ОЛМА-ПРЕСС Инвест, 2005.
- Скарлыгина Е. Роман Гуль и третья русская эмиграция // Вестник Московского университета. Серия 10, Журналистика. 2013. № 2. С. 81—90.
- Гуль Роман Борисович // Иванян Э. А. Энциклопедия российско-американских отношений. XVIII—XX века. — Москва: Международные отношения, 2001. — 696 с. — ISBN 5-7133-1045-0.
- Олейников А. Прапорщик-первопоходник — писатель Белого Движения. Из биографии Романа Борисовича Гуля // Битва Гвардий — https://btgv.ru/history/faces-of-war/ensign-pioneer-writer-of-the-white-movement-from-the-biography-of-roman-borisovich-gul/